# Caso Rolex

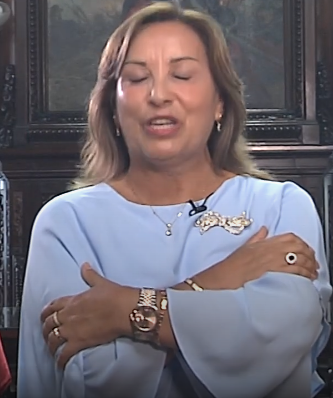
Dina Boluarte, presidente do Peru, usando um relógio de luxo

O caso Rolex, também conhecido como Rolexgate, é uma investigação em andamento envolvendo Dina Boluarte, presidente do Peru, por suposta corrupção e enriquecimento ilícito. Isto deve-se à utilização de relógios e acessórios de luxo que poderiam ter causado um desequilíbrio patrimonial e que não foram registados na sua declaração de bens.

## Acontecimentos
No dia 14 de março, uma reportagem de La Encerrona, realizada por Ernesto Cabral, gerou controvérsia ao revelar fotos de Dina Boluarte, presidente do Peru, usando relógios de uma ampla coleção, alguns deles de luxo, não declarados perante o Jurado Nacional de Elecciones (JNE). Foram identificados alguns relógios da marca Rolex fabricados recentemente, levantando suspeitas. Além disso, o Governador Regional de Ayacucho, Wilfredo Oscorima, foi vinculado a um histórico de corrupção e a presentes de relógios sofisticados para juízes.
Em 18 de março, o Ministério Público iniciou investigações preliminares a Dina Boluarte por alegado enriquecimento indevido e por não informar a posse de relógios Rolex de luxo. A Promotoria, especificamente a sua Divisão de Enriquecimento Ilícito e Denuncias Constitucionais, é responsável por esta investigação, ressaltando que Boluarte não declarou esses bens perante o JNE.
Em 22 de março, após uma semana de intensos questionamentos, Dina Boluarte expressou sua disposição de comparecer perante a Promotoria para esclarecer as acusações contra si, negando irregularidades no seu patrimônio. Diante da imprensa, ela afirmou ter sido notificada pelo Ministério Público e garantiu que enfrentaria o processo com a verdade. Anteriormente, explicou que os bens em causa, entre os quais um relógio em aço e ouro rosa da marca Rolex avaliado em cerca de 14 mil dólares, são antigos e adquiridos com o fruto do seu trabalho. O Executivo, liderado pelo presidente do Conselho de Ministros, Gustavo Adrianzén, defendeu Boluarte, afirmando que não há desequilíbrio patrimonial e sugerindo que a situação é uma distração política que afeta a estabilidade nacional.
Desde 20 de março, o partido Perú Libre, do qual Dina Boluarte é membro desde a sua fundação e que a conduziu a vice-presidente junto com Pedro Castillo, começou a coletar assinaturas para uma moção de vacância presidencial. Por outro lado, o Fuerza Popular, partido majoritário no Congresso, expressou preocupação com os escândalos governamentais e pediu esclarecimentos sobre a origem dos relógios.

### Busca e apreensão na casa de Surquillo
Desde terça-feira, 26 de março, Dina Boluarte permanecia em silêncio e fora da vista da mídia, por isso na sexta-feira, 29 de março, equipes do Ministério Público e da Divisão de Investigação Criminal chegaram à sua casa, localizada em Surquillo, por volta das 23h. para realizar uma busca e apreensão relativa ao caso Rolex. Posteriormente, por volta das 5h00, o pessoal do Ministério Público e da Polícia Nacional entraram na residência e no gabinete presidencial do Palácio do Governo para prosseguirem com as diligências. A Presidência do Conselho de Ministros convocou uma reunião de emergência na madrugada de sábado, 30 de março, após tomar conhecimento da notícia. Gustavo Adrianzén, primeiro-ministro, defendeu Boluarte, argumentando que lhe tinham sido dadas todas as facilidades necessárias pela sua defesa jurídica e questionando a demonização do processo pela opinião pública.

## Reações
Após a operação, as bancadas do Fuerza Popular, Somos Perú e Renovación Popular, em declarações separadas, condenaram a ação do Ministério Público e defenderam a Presidente Boluarte.

### Moção de vacância
Após os acontecimentos da madrugada do dia 30 de março, a congressista Margot Palacios apresentou uma nova vaga moção de vacância contra Dina Boluarte perante o oficial superior do Parlamento.  Assinada por vinte e seis parlamentares, a moção argumenta que a presidente deve ser destituída por suposta incapacidade moral permanente.

### Mensagem para a Nação
Após várias horas anunciando-a, às 14h43, uma mensagem de aproximadamente 13 minutos foi enviada à Nação pela Presidente Boluarte, onde aparecia junto com todo o seu gabinete. Nesta mensagem, rechaçou categoricamente a busca e apreensão ao seu domicílio, na residência e no gabinete presidencial do Palácio do Governo, indicando que tanto ela como a Instituição Presidencial estão sendo vítimas de um ataque sistemático que visa desestabilizar a democracia no Peru. Da mesma forma, informou que entregará ao Ministério Público a sua declaração sobre a obtenção dos relógios e acessórios de luxo em algum momento indeterminado e que, por recomendação do seu advogado, não era o momento de comentar sobre esses objetos.